# 63 aC

## Esdeveniments

### República Romana
- Gai Antoni Hibrida i Ciceró són cònsols.
- Annexió de Judea a Roma.
- Juli Cèsar elegeix a pontífex màxim.

## Naixements
- 23 de setembre - August, el primer Emperador romà.
- Estrabó - Historiador, geògraf i filòsof grec.
- Marc Vipsani Agripa, general romà.

## Necrològiques
- Publi Corneli Lèntul Sura, conspirador amb Luci Sergi Catilina.
- Mitridates VI Eupator.
- Quint Cecili Metel Pius, pontífex màxim i general.